# Caspar Lehmann
Caspar Lehmann, auch Kaspar Lochmann genannt, war ein deutscher Orgelbauer der Barockzeit aus Suhl, Thüringen.
Caspar Lehmann bzw. Lochmann unterhielt mit seinem Cousin Johann Heinrich Mann in Suhl Mitte des 17. Jahrhunderts eine im heutigen Südthüringen anerkannte Orgelbaufirma. Weitere Lebensdaten sind derzeit unbekannt.
Bezeugt sind Instrumente in der Georgs-Kirche im Steinbacher Grund, Amt Hallenberg (Herrschaft Schmalkalden), und in der Michaeliskirche in Ohrdruf und die Michaeliskirche in Rohr (Thüringen). Über die von Lehmann bzw. Lochmann 1661 errichtete Orgel in der Michaelis-Kirche Ohrdruf wird überliefert, dass sich die Kosten auf insgesamt 285 Thaler beliefen. Da das alte Instrument aber von den Suhler Orgelbauern in Zahlung genommen wurde, konnte die Orgel für 160 Thaler hergestellt werden. Überliefert ist ferner ein Gutachten aus dem Jahr 1679, das vom Orgelbauer Johann Conrad Weißhaupt (1657–1727) aus Seebergen über die Orgel von Caspar Lehmann in der Michaeliskirche Ohrdruf erstellt wurde.
1666 wurde bei Caspar Lehmann ein Orgelwerk für die Wehrkirche Michaelis-Kirche in Rohr (Thüringen) mit zwei Bälgen für insgesamt 196 Gulden in Auftrag gegeben. Am Sonntag, dem 17. März 1667, fand die Orgelweihe mit dem Organisten Heinrich Conrad Clemen aus Springstille statt.
Darüber hinaus erneuerte Caspar Lehmann 1673 die Orgel in Geschwenda, die von Sebastian Wätzschele aus Seebergen 1647 errichtet worden war.
Als Schüler Caspar Lehmanns gelten Hans Heinrich Lortzing, seit 1675 Orgelbauer in Ohrdruf und die Orgelbauer Gebrüder Sterzing.